# Маттаван (Мічиган)
Маттаван (англ. Mattawan) — селище (англ. village) в США, в окрузі Ван-Б'юрен штату Мічиган. Населення — 2550 осіб (2020).

## Географія
Маттаван розташований за координатами 42°13′8″ пн. ш. 85°47′24″ зх. д. / 42.21889° пн. ш. 85.79000° зх. д. (42.218817, -85.790094).  За даними Бюро перепису населення США в 2010 році селище мало площу 9,94 км², з яких 9,88 км² — суходіл та 0,06 км² — водойми.

## Демографія
Згідно з переписом 2010 року, у селищі мешкало 1997 осіб у 788 домогосподарствах у складі 533 родин. Густота населення становила 201 особа/км².  Було 873 помешкання (88/км²).
Расовий склад населення:
| - 93,9 % — білих - 2,2 % — чорних або афроамериканців - 0,6 % — корінних американців - 0,3 % — азіатів |

До двох чи більше рас належало 2,7 %. Частка іспаномовних становила 3,9 % від усіх жителів.
За віковим діапазоном населення розподілялося таким чином: 27,6 % — особи молодші 18 років, 60,9 % — особи у віці 18—64 років, 11,5 % — особи у віці 65 років та старші. Медіана віку мешканця становила 36,5 року. На 100 осіб жіночої статі у селищі припадало 88,8 чоловіків;  на 100 жінок у віці від 18 років та старших — 84,1 чоловіків також старших 18 років.
Середній дохід на одне домашнє господарство  становив 50 712 долари США (медіана — 37 275), а середній дохід на одну сім'ю — 57 906 доларів (медіана — 45 063). Медіана доходів становила 44 185 доларів для чоловіків та 35 398 доларів для жінок. За межею бідності перебувало 14,9 % осіб, у тому числі 15,3 % дітей у віці до 18 років та 10,5 % осіб у віці 65 років та старших.
Цивільне працевлаштоване населення становило 887 осіб. Основні галузі зайнятості: освіта, охорона здоров'я та соціальна допомога — 25,0 %, виробництво — 15,1 %, мистецтво, розваги та відпочинок — 14,0 %, науковці, спеціалісти, менеджери — 13,4 %.